# Met Gala

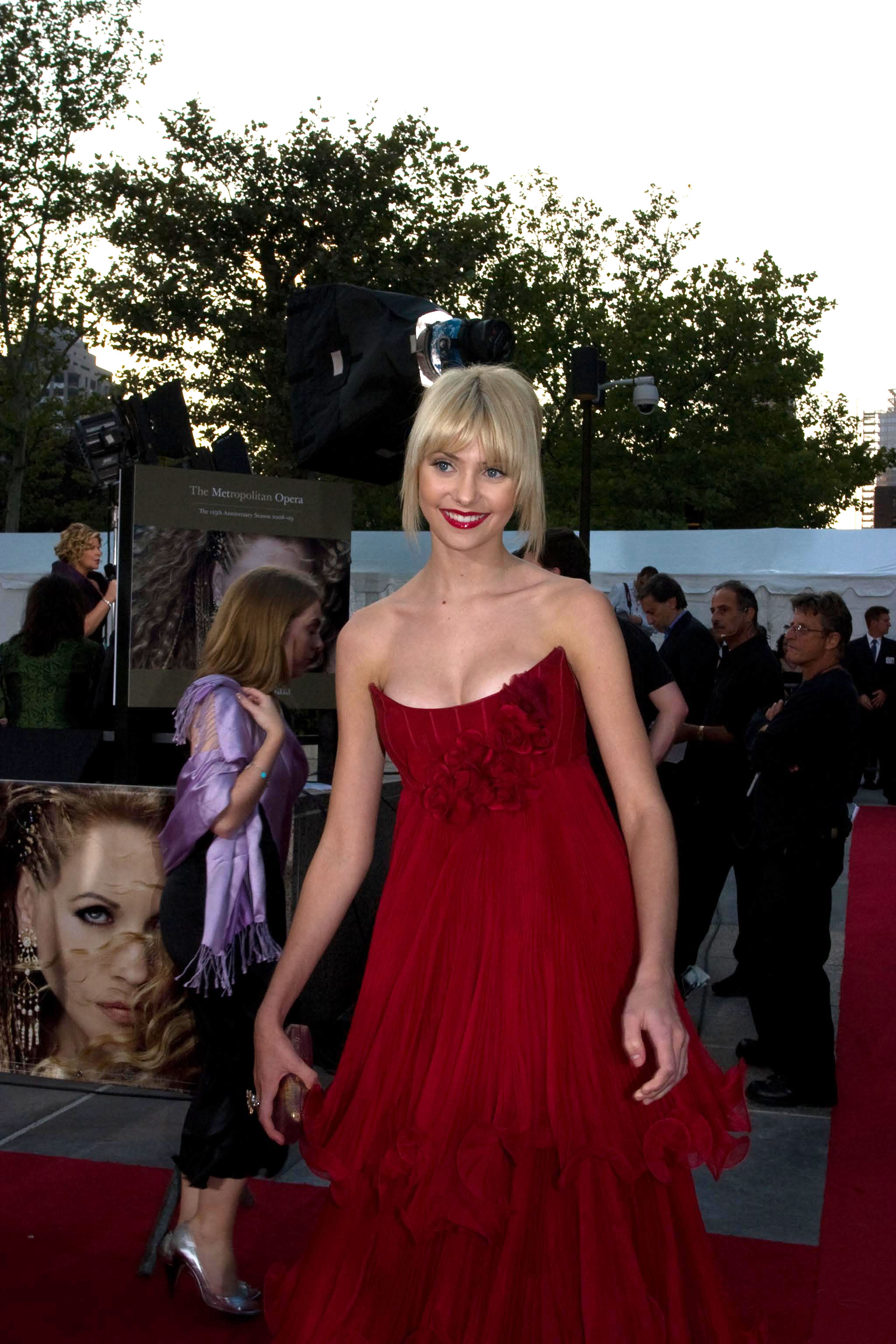
Тейлор Момсен на Мет Гала

Met Gala, офіційно має назву «Бал Інституту костюма музею Метрополітен» (англ. Costume Institute Benefit) — щорічний захід, що є однією з найвідоміших модних подій у Нью-Йорку за участю світових зірок. Також це найочікуваніша ніч року для модних дизайнерів, стилістів та модниць, що з 1995 року проходить під керівництвом головної редакторки американського журналу «Vogue» Анни Вінтур. Захід відвідують відомі гості, серед яких представники модної індустрії та попсцени тощо.

## Історія створення
Уперше бал Інституту костюма MET Gala відбувся — 1948 року в Нью-Йорку. Його засновницею була Елеонор Ламберт. Вона відразу ж охрестила бал MET Gala «головною вечіркою року», хоча тоді бал був світською вечерею, з лотереєю і скетчами, потрапити на яку міг кожен охочий всього за $50. До вартості входила також оренда сукні, яку гості могли вибрати з фонду музею. Крім того перший бал влаштували у грудні, і якийсь час дата свята не була визначеною і могла бути приурочена до якоїсь події.
Сучасна історія балу розпочинається 1974 року. Саме тоді він перетворився зі зборів домогосподарок на розкішний бал і найбільш очікувану подію модної індустрії, що затьмарює навіть тематичну виставку в Метрополітен-музеї. Сьогодні список гостей на Met Gala затверджується під строгим керівництвом Анни Вінтур, ціна за вхідний квиток стартує від 30 000$, а за оренду столиків — від 275 000$.

## З погляду сучасності
Нині ця подія відбувається щороку в перший понеділок травня і збирає під одним дахом весь світ модної індустрії та попкультури. Дрес-код заходу щороку визначається темою виставки. Головною подією вечора стає саме момент прибуття гостей, коли публіка може побачити вбрання усіх присутніх. Після цього їм влаштовують ексклюзивний огляд виставки, а потім бенкет. Іноді в програмі вечора заявлений виступ якоїсь зірки. Наприклад, 2015 року нею стала Ріанна, 2016 — репер Nas і The Weeknd, а 2017 року на сцену вийшли Кеті Перрі та Migos. Зазвичай все, що відбувається після червоної доріжки, приховано від очей широкої публіки, утім гості можуть викладати невеликі спойлери в соцмережах (до прикладу, селфі з дамської кімнати)

## Цікаві факти
- Захід також дає можливість підтримувати існування Інституту костюма музею Метрополітен за рахунок зібраних в урочистий вечір коштів, адже у нього немає сторонніх джерел фінансування.
- Крім того, це можливість для дизайнерів показати свої роботи широкій аудиторії. А для деяких Met Gala є шансом вийти за межі локального ринку — (сукня Ріанни 2015 року змусила весь світ говорити про китайського дизайнера Го Пий).
- Якщо хтось зазначений у списку гостей, платити йому не доведеться. Бренди часто запрошують знаменитостей до себе за стіл, а Анна Вінтур — молодих перспективних дизайнерів, щоб підтримати їх таким чином.
- Організовує захід Анна Вінтур — одна з найвпливовіших жінок індустрії моди і головний редактор Vogue US. Вона займається усіма аспектами організації свята від переговорів з дизайнерами до розсадження гостей. 1995 року запроваджені суворіші критерії відбору, ніж раніше — на захід тепер можуть бути запрошені не більше 600 гостей.
- Підготовка до Met Gala починається за декілька місяців до балу. Дизайнери і зірки найчастіше розглядають кілька пропозицій, з ким і в чому піти на бал. Також дизайнери заздалегідь знають, хто буде сидіти з ними за одним столом. Це допомагає уникнути схожості суконь. Важливо, щоб усі вони були різних кольорів. Потім бренд вирішує — чи буде він дотримуватися теми балу чи ні.
- Анна Вінтур пред'являє величезну кількість вимог організаторам. Наприклад, до цього списку входить заборона на подання у стравах петрушки, цибулі та часнику на бенкеті. Закуски, як-от брускета, також повинні бути виключені з меню, через те, що вони можуть забруднити чиюсь сукню. Проте інсайдери повідомляють, що на бенкеті зазвичай ніхто не їсть, і практично вся їжа залишається не спожитою.
- 2015 року Анна Вінтур заборонила користуватися соціальними медіа будь-якого роду під час заходу.

## Найяскравіші теми шоу минулих років
- 1974—1975 — «Романтичний і гламурний голлівудський дизайн»
- 1976—1977 — «Слава російського костюму»
- 1983—1984 — «Ів Сен-Лоран: 25 років у дизайні»
- 1995—1996 — «Висока мода»
- 1996—1997 — Крістіан Діор
- 1997—1998 — Джанні Версаче
- 1999—2000 — «У стилі рок»
- 2003 — «Богиня: класичний образ»
- 2004 — «Небезпечні зв'язки: мода і декор в XVIII столітті»
- 2005 — будинок Chanel
- 2006 — «Англоманія: традиція і трансгресія в британській моді»
- 2008 — «Супергерої: мода і фантазія»
- 2009 — «Модель як муза, що уособлює моду»
- 2011 — «Олександр Макквін: дика краса»
- 2014 — «Чарльз Джеймс: поза модою»
- 2015 — «Китай: у задзеркаллі»
- 2016 — «Manus Х Machina»
- 2017 — Rei Kawakubo/Comme des Garçons (Дрес-код avant-garde black tie)
- 2018 — «Божественні тіла: мода і католицизм»
- 2019 — «Кемп: записки про моду»
- 2020 — «Про час: мода і тривалість» (скасований)
- 2021 — «В Америці: модний лексикон»
- 2022 — «Позолочений гламур»
- 2023 — «Карл Лагерфельд: Лінія краси»
- 2024 — «Сплячі красуні: відродження моди»